# Seegatterl
Seegatterl ist ein Gemeindeteil der Gemeinde Reit im Winkl im oberbayerischen Landkreis Traunstein.
Der Ort befindet sich an der Deutschen Alpenstraße (Bundesstraße 305) zwischen Reit im Winkl und Ruhpolding. Nördlich befindet sich das Dreiseengebiet mit Weitsee, Mittersee und Lödensee. Westlich von Seegatterl mündet der vom Dürrnbachhorn kommende Dürrnbach in die Schwarzlofer.
Von Seegatterl führt sowohl eine mautpflichtige Straße als auch eine Gondelbahn zur Winklmoos-Alm.